# Mizz Eva
Mizz Eva, nome artístico de Chan Sze-wai (17 de outubro de 1981) rapper de Hong Kong. Considerada a primeira rapper feminina deste país. Seu primeiro álbum foi "L for..(2004)".

## Filmografia
- A eleição (2014-2015)
- O cardápio (2015)
- Turno da noite (2015)